# KISS: Psycho Circus - The Nightmare Child
KISS: Psycho Circus - The Nightmare Child è un videogioco sparatutto in prima persona sviluppato dalla Third Law Interactive di Dallas e pubblicato da Gathering of Developers per Microsoft Windows nell'agosto del 2000; successivamente è uscita una versione anche per Dreamcast, sviluppata da Tremor Entertainment. Il gioco è basato sul fumetto creato da Todd McFarlane. Successivamente sono state progettate anche delle versioni per PlayStation e Game Boy Color, ma sono state annullate poco dopo.

## Trama
Quattro ragazzi che formano un gruppo rock chiamato Wicked Jester, che suona cover dei Kiss, vengono reclutati da un'anziana zingara per una missione molto delicata: fermare l'avvento del Nightmare Child, ossia l'incarnazione del Male nella sua forma più pura. I ragazzi, nel loro cammino, ottengono poteri magici dono dei quattro elementi che rappresentano (aria, acqua, terra e fuoco) e per arrivare sino al Nightmare Child dovranno prima scontrarsi con gli avatar (i custodi) corrotti dei quattro elementi.

## Personaggi

### I protagonisti
- Pablo Ramirez - Lo Stellato: Protettore dell'elemento dell'Acqua, è il primo degli avatar (se si vuole cominciare la storia seguendo l'ordine del gioco). Ha come arma personale una sorta di scimitarra affilatissima, l'arma del suo elemento è una mitragliatrice che spara letali proiettili di acqua e l'arma del suo avatar è una stella viola che fa a pezzi tutto ciò che trova. È ispirato al cantante dei Kiss Paul Stanley.
- Patrick Scott - Il Re delle Bestie: Protettore dell'elemento della Terra, ha come arma personale un paio di guanti con degli artigli affilatissimi, la sua arma elementale è una frusta che oltre ad uccidere i nemici è anche un insostituibile mezzo di trasporto e l'arma del suo avatar è una lancia tribale che stermina ogni cosa si trovi di fronte al suo cammino. Il personaggio è ispirato al batterista Peter Criss.
- Andy Chang - Il Celestiale: Protettore dell'elemento dell'Aria, la sua arma personale sono dei guanti che sparano una scarica elettrica lieve ma letale per i nemici minori. L'arma del suo elemento è un lanciarazzi molto potente ma letale se usato in brevi distanze e l'arma del suo avatar è una specie di cannone che spara dei buchi neri che risucchiano tutti i nemici presenti nei paraggi. È ispirato al chitarrista Ace Frehley.
- Gabe Gordo - Il Demone: Protettore dell'elemento del Fuoco, è ispirato al bassista Gene Simmons. È l'ultimo dei personaggi se si vuole seguire l'ordine concepito dal gioco. La sua arma personale è un'alabarda, l'arma del suo elemento è un cannone che spara proiettili letali di fuoco e l'arma del suo avatar è un piccolo drago che vomita sia palle di fuoco, sia getti di lava incandescente che uccidono i nemici.
- La zingara: È colei che ha reclutato i quattro ragazzi e indica loro quali saranno i percorsi che dovranno seguire.

### Nemici
- Headless: I nemici minori e facili da sconfiggere. Simili a ragni con quattro zampe, sono senza testa e attaccano con le zampe affilatissime. Esistono diverse versioni, hanno le zampe e il corpo neri con sfumature varianti da viola, verde, blu, arancione e rosso, a seconda del regno in cui si incontrano. Attaccano in branchi numerosi o di pochi elementi, oppure sono posti di guardia vicino a porte o di vedetta su punti rialzati.
- Stump: Esseri simili a piccoli dinosauri privi di braccia, sputano fuoco e saltano addosso al giocatore per morderlo. Emettono un verso che assomiglia a quello di un cane che ringhia.
- Gasbag: Come dice il nome, le Gasbag sono autentiche borse viventi di gas che sputano palle di gas fetido verso il giocatore. Una volta sconfitte, le Gasbag o cominciano a perdere aria come un palloncino forato oppure scoppiano direttamente. La nube di gas verde che rimane dopo la loro esplosione è letale se ci si passa dentro.
- Arachniclown: Un clown obeso con un inquietante ghigno dipinto sul volto, indossa una camicia hawaiana di colore verde e al posto delle gambe ha otto orribili zampe da ragno, che gli conferiscono il nome di Arachniclown. Il suo attacco è quello di emettere un letale raggio elettrico.
- Blademaster: Il maestro delle lame, è un lanciatore di coltelli dal cui corpo fuoriescono delle lame che fungono da spuntoni. Il suo attacco è lanciare delle lame rotanti che, se non feriscono il giocatore, si vanno a impiantare sul terreno.
- Unipsycho: Una specie di giocoliere demoniaco il cui attacco è sparare delle palle di fuoco che seguono l'avversario, fisicamente è un diavolo con, al posto delle gambe, una gigantesca ruota con l'immagine a spirale.
- Fat Lady: È la parodia horror della donna cannone del circo. Si tratta di uno zombie obeso in decomposizione il cui attacco è sparare dei pezzi di carne viva che seguono l'avversario e possono essere fermati a colpi di arma elementale. Una volta che la Fat Lady muore, se la si colpisce per errore o volontariamente, si trasforma in tanti pezzi di carne viva che poi esplodono.
- Strutter: Sono una sorta di scarafaggi giganti, hanno la caratteristica di sparare degli aculei affilati dalla testa a mo' di mitraglietta e di questi mostri, il cui nome viene da una canzone dei Kiss, esistono due versioni: di lava e di grandine. I primi, di colore rosso vermiglio, sparano punte di lava; i secondi, invece, di un colore che tende al celeste molto chiaro, sparano punte di ghiaccio.
- Ballbuster: L'Uomo-Proiettile con una bocca di cannone al posto del braccio sinistro. Spara palle d'acciaio con la sua arma, che usa anche come contundente se gli ci si avvicina troppo, ed è capace di resistere ai colpi dovuto alla sua pancia che fa sì che i proiettili rimbalzino sul suo corpo.
- Strongman: Parodia horror dell'Uomo Forzuto. È una sorta di zombie molto alto e muscoloso che al posto degli avambracci ha due pesi da 2 tonnellate l'uno. Lo Strongman ha due attacchi: sbatte le sue mani-pesi per terra e genera una vibrazione di fuoco che si può facilmente evitare saltando oppure, a distanza ravvicinata, colpisce con violenza con la sua arma.
- Tickler: Ha l'aspetto di un grande cervello volante con occhi rossi e fauci dotate di zanne. Il suo attacco principale è quello di emettere un raggio dagli occhi a ampio spettro e a distanza ravvicinata si scaglia sul giocatore mordendolo.
- Minie Beanie: È una sorta di pagliaccio volante che lancia dei birilli esplosivi.
- Grinder: Un suonatore d'organetto incappucciato, con volto demoniaco e zampe caprine. Il suo attacco è suonare il proprio organetto che in realtà è una mitragliatrice.
- Spawner: La porta d'accesso dei nemici che ostacolano il giocatore. Fa uscire nemici all'infinito ed è compito del giocatore distruggerlo. Una volta distrutto uno spawner, i nemici non possono più uscire.

### Boss
- Fortunado: Il primo boss, se si segue l'ordine del gioco. Prima dello Stellato, era lui il custode dell'elemento dell'Acqua. La forza di corruzione del male lo ha trasformato in un pagliaccio che, come Mini Beanie, lancia dei birilli esplosivi. Questo boss sembra facile da sconfiggere, ma non bisogna farsi ingannare dalle apparenze: dopo essere stato abbattuto la prima volta, si gonfia come un pallone e comincia a compiere grandi balzi, lanciando sempre i birilli esplosivi. Se lo si abbatte nuovamente, si gonfierà ancora e, oltre a saltare, si metterà a girare in aria lanciando una serie di birilli esplosivi. Abbattuto la terza volta, viene sconfitto.
- Tiberius: Una volta era il Domatore, protettore del regno della Terra, ora è stato trasformato in una sorta di Minotauro che affronta il Re delle Bestie nel suo cammino. Non è un boss di elevato pericolo, ma non bisogna correre il rischio di sottovalutarlo.
- Stargrave: Matthew Stargrave cammina sui trampoli e, prima del Celestiale, era lui il custode del regno dell'Aria. Il suo attacco speciale è, come Arachniclown, un raggio elettrico che il giocatore deve evitare. Il problema però è che Stargrave prende energia da vari elettrodi posti in punti strategici. Perciò bisogna prima distruggere gli elettrodi in modo che Stargrave non possa più rifornirsi per indebolirlo e attaccare.
- Blackwell: Jonathan Blackwell, il presentatore, è lui che si scontra con il Demone. Alla fine dello scontro, parte un livello speciale che prepara allo scontro con il Nightmare Child. I suoi attacchi principali sono palle di fuoco che lancia dal cappello, teletrasporto e calci e colpi col bastone a distanza ravvicinata. Ha anche la capacità di creare copie di se stesso. Il suo nome viene da una canzone dei Kiss.

### The Nightmare Child
Il Nightmare Child è il boss finale. Inizialmente si vede il nucleo contenente l'entità malefica che sta ancora dormendo. A protezione del bambino infernale ci sono una miriade di occhi che, una volta aperti, sparano palle di fuoco contro chiunque vi si avvicini. Una volta uccisi gli occhi, parte lo scontro vero e proprio con il Nightmare Child, da cui dipende l'esistenza stessa del mondo. Il mostro attacca emettendo raggi dalla coda. Dopo aver abbattuto il mostro, la sua testa, dalla quale spuntano spine che diventano zampe come se fosse un ragno, torna in vita e continua ad attaccare il giocatore. Abbattuto dopo quest'ultima trasformazione viene sconfitto.

## L'Armatura
L'armatura, ispirata sul modello di quella dei diversi componenti dei Kiss, è composta da:
- Arma personale: Un'arma personalizzata con la quale cominciare a sconfiggere i nemici a distanza ravvicinata.
- Stivali: Scarpe col rialzo, aumentano la velocità massima del 50%.
- Cintura: La parte di sotto, colorata e con molti ornamenti. Permette al giocatore di saltare tre volte più in alto.
- Coprispalle: Pezzo dell'armatura che copre il giocatore dalle spalle alle mani. Aumenta l'efficienza delle armi del 400%.
- Bavero: La parte più lunga dell'Armatura degli Anziani, o Elder. Protegge il petto e aumenta il danno o i punti ferita che il giocatore può ricevere.
- Maschera: Una versione elaborata del caratteristico trucco dei componenti dei Kiss. La maschera funge da elmo dell'armatura e completa la trasformazione da essere umano in Elder.

## Gli oggetti
Sono artefatti che si possono raccogliere durante il gioco, che incrementano salute, munizioni, super vista, invulnerabilità.
- Pozioni di salute: sono delle ampolle contenenti un liquido blu, a seconda della diversa grandezza, incrementano di 10, 30, 60 la salute del giocatore.
- Cariche degli elementi: se raccolte, aumentano le munizioni di un'arma a seconda del colore della carica, che varia per elemento. Anche loro si presentano in diverse grandezze e variano da 10, 40, 100 forniture di munizioni. Non si possono prendere se le armi sono cariche al massimo.
- Rosa: la rosa quando viene raccolta aumenta la salute di 100 punti.
- Diamanti neri: si trovano in tutti i livelli nascosti o in vista. Se ne vengono raccolti 40, si può attivare il Globo di rabbia.
- Globo di rabbia: si presenta sotto forma di teschio rosso in un globo. Se raccolto può essere attivato a distanza e permette di usare le armi a munizioni infinite per un periodo limitato di tempo.
- Jack in the box: una bomba, ha l'aspetto di una testa di clown che esce da una scatola a molla. Quando viene raccolta si immagazzina e può essere lanciata e si attiva solo quando qualcuno passa vicino ad essa, esplodendo. Può essere detonata anche se il giocatore le passa accanto!
- Testa di angelo: è un teschio con due ali di angelo. Quando viene raccolta rende il giocatore per un periodo limitato di tempo invulnerabile a tutto.
- Cuore: aumenta l'efficacia degli attacchi del giocatore ai danni dei nemici.
- Phamplet: sono degli opuscoletti che raccolgono informazioni sui nemici, personaggi, armi e oggetti.
- Occhio di falco: fa acquistare al giocatore la super vista che può essere azionata a piacimento ma ha un limite di tempo.
- Chiave: di solito nel livello può capitare di trovare una porta chiusa, la chiave verrà raccolta usata proprio per aprirla.
- Ticket: si trovano solo nei circhi degli ultimi due regni e sono due biglietti che vengono usati per aprire cancelli per passare oltre.

## I livelli
I livelli variano secondo il personaggio che si gioca: si comincia sempre con il Coventry (riferimento al primo locale in cui i Kiss suonarono), il locale in cui i quattro dovevano esibirsi, per poi separarsi e alla fine ritrovarsi tutti al Circo della Pazzia, dove ognuno affronterà il suo boss corrispondente. Ogni livello si divide in sottolivelli, si accede a quello successivo tramite degli specchi posti alla fine di essi.
- Lo Stellato: Una volta abbandonato il Coventry, lo Stellato va verso un palazzo con un piazzale in cui scorrono fiumi di acido, dopodiché si deve fare strada attraverso le tubature e i cunicoli di una vecchia cattedrale per poi entrarvi e riportare le sale sacre al loro antico splendore per poi arrivare al circo.
- Il Re delle Bestie: Dopo il Coventry, che questa volta si trova in una ambientazione abbandonata tra rovine e voragini, il Re delle Bestie va verso una sorta di gran canyon infestato per poi entrare in una casa dal gusto estremamente aristocratico e farsi strada attraverso le miriadi di stanze che la compongono, per poi farsi strada in un cimitero sconsacrato tra lapidi e cappelle, prima di arrivare al circo, costellato dei recinti della bestia.
- Il Celestiale: Una volta lasciato il Coventry, costruito nei pressi di una banchina di acido, il Celestiale si ritrova catapultato in un'ambientazione fantascientifica in stile Unreal Tournament: prima deve entrare in una centrale elettrica e poi in una fabbrica che sembra quasi un'astronave. Dopodiché passerà per i tetti di una città fino ad arrivare al circo, costruito in stile futuristico.
- Il Demone: Lo scenario che deve affrontare il Demone è uno scenario post-apocalittico: si parte da un'acciaieria in fiamme per poi arrivare a delle rovine infuocate. Dopodiché passerà per una stazione con tanto di treno e binari infestati, dopodiché arriverà al circo costruito a mo' di campanile infestato dall'oscurità.
- Nightmare Realm: l'ultimo livello, seguito dallo scontro con il mostro finale, è costituito da ambientazioni che racchiudono i diversi scenari dei quattro elementi in piena salute con tutte le armi e armatura completa. Il giocatore potrà scegliere uno dei quattro protagonisti e farsi strada fra circhi corrotti dal male, rovine con voragini e sabbie mobili, cancelli elettrici e pozzi di lava, il tutto ha come sfondo pavimenti e muri che sembrano essere di carne. Dopodiché si avrà accesso al livello finale di questo regno ambientato in una specie di incubatrice con muri di carne dove sono appesi occhi a protezione di una sacca che contiene il seme del male.